# Carcharodus
Carcharodus is een geslacht van vlinders uit de familie van de dikkopjes (Hesperiidae). De wetenschappelijke naam en de beschrijving van dit geslacht zijn voor het eerst gepubliceerd in 1819 door Jacob Hübner.

## Soorten
- Carcharodus alceae (Esper, 1780) - Kaasjeskruiddikkopje
- Carcharodus tripolina (Verity, 1925) - Moors kaasjeskruiddikkopje